# National Redemption Council
National Redemption Council (dt. Nationaler Erlösungsrat) war eine Militärjunta im westafrikanischen Staat Ghana. Die Machtergreifung erfolgte durch einen Militärputsch gegen Präsident Edward Akufo-Addo und Premierminister Kofi Abrefa Busia am 13. Januar 1972 unter der Leitung von Ignatius Kutu Acheampong. Die Verfassung von 1969 wurde aufgehoben und alle politischen Parteien verboten.

## Nationaler Erlösungsrat (NRC) ab 14. Januar 1972
- (Colonel) Ignatius Kutu Acheampong
- (Brigadier) Napoleon Y.R. Ashley-Lassen (Chef des Verteidigungsstabes)
- (Commodore) P.F. Quaye (Kommandeur der Seestreitkräfte)
- (Colonel) E.A. Erskine (Kommandeur der Landstreitkräfte)
- (Brigadier) Charles Beausoleil (Kommandeur der Luftstreitkräfte)
- (Lieutenant-Colonel) Chemogo Dodzil Benni (Commissioner for Information)
- (Major) Kwame R. M. Baah
- (Major) A. H. Selormey
- (Major) K. B. Agbo
- (Inspector-General of Police) J. H. Cobbina

## Nationaler Erlösungsrat (NRC) bis Oktober 1975
| Kommissar | offizielle Amtsbezeichnung                                                                                          | Amtsinhaber                                                                                    |
| --- | --- | ---------------------------------------------------------------------------------------------- |
| Vorsitzender des Nationalen Erlösungsrates und Kommissar für Verteidigung, Finanzen, Information und wirtschaftliche Angelegenheiten | Chairman of the National Redemption Council and Commissioner for Defence, Finance, Information and Economic Affairs | (Lieutenant-Colonel, später: Colonel) Ignatius Kutu Acheampong                                 |
| Kommissar für äußere Angelegenheiten                                                                                                 | Commissioner for Foreign Affairs                                                                                    | (Major-General) Nathan Apea Aferi (1972), (Major, später: Colonel) Kwame R.M. Baah (1972–1975) |
| Kommissar für innere Angelegenheiten                                                                                                 | Commissioner for Internal Affairs                                                                                   | (General Inspector of the Police) J. H. Cobbina                                                |
| Generalstaatsanwalt und Kommissar für Justiz                                                                                         | Attorney-General and Commissioner for Justice                                                                       | Edward N. Moore                                                                                |
| Kommissar für lokale Verwaltung | Commissioner for Local Government                                                                                   | (Major-General) Nathan Apea Aferi                                                              |
| Kommissar für Landwirtschaft | Commissioner for Agriculture                                                                                        | (Major-General) Daniel Addo                                                                    |
| Kommissar für Gesundheit | Commissioner for Health                                                                                             | (Colonel) J. C. Adjeitey                                                                       |
| Kommissar für Arbeit, soziale Wohlfahrt und Kooperative                                                                              | Commissioner for Labour, Social Welfare and Co-operatives                                                           | (Major) Kwame Asante                                                                           |
| Kommissar für Landnutzung und mineralische Ressourcen                                                                                | Commissioner for Lands and Mineral Ressources                                                                       | (Major-General) D. C. K. Amenu                                                                 |
| Kommissar für Industrie | Commissioner for Industry                                                                                           | (Major, später: Colonel) Kodzo B. Agbo                                                         |
| Kommissar für öffentliche Arbeiten und Wohnungswesen                                                                                 | Commissioner for Works and Housing                                                                                  | (Colonel) Victor Coker-Appiah                                                                  |
| Kommissar für Handel und Tourismus                                                                                                   | Commissioner for Trade and Tourism                                                                                  | (Major) J. Felli, daneben Direktor für Tourismus: Kofi Atta Annan (1974–1976)                  |
| Kommissar für Transport und Kommunikation                                                                                            | Commissioner for Transport and Communications                                                                       | (Major, später: Colonel) Anthony H. Selormey                                                   |
| Kommissar für Bildung, Kultur und Sport                                                                                              | Commissioner for Education, Culture and Sports                                                                      | (Lieutenant-Colonel) P. K. Ngegbe                                                              |
| nach 1972 kamen noch hinzu: | |                                                                                                |
| Kommissar für Finanzen | Commissioner for Finance                                                                                            | Amon Nikoi                                                                                     |
| Kommissar für Information | Commissioner for Information                                                                                        | (Colonel) C. R. Tachie-Menson                                                                  |
| Kommissar für Kakao-Angelegenheiten                                                                                                  | Commissioner for Cocoa Affairs                                                                                      | (Colonel) Frank G. Bernasko                                                                    |

Im Januar 1975 traten Generalmajor Ashley-Lassen, Generalinspektor Cobbina und Edward Moore zurück. Ihre Ämter übernahmen:
- (Colonel) Frank F.G. Bernasko (zuvor Kommissar für Kakao-Angelegenheiten)
- (Colonel) C. R. Tachie-Menson (zuvor Kommissar für Information)
- (Major-General) Nathan Apea Aferi

Neben dem Nationalen Erlösungsrat existierte ein beratendes Wirtschaftskomitee (Advisory Economic Committee) unter dem Vorsitz des Finanzministers Amon Nikoi.

## Supreme Military Council
Der Nationale Erlösungsrat wurde am 9. Oktober 1975 im Zuge einer im Jahr 1974 gestarteten Verwaltungsreform dem neu gegründeten Supreme Military Council als Exekutivorgan unterstellt.
Der SMC stand zunächst unter der Leitung von Ignatius Kutu Acheampong.